# Schattentantz
Schattentantz war eine deutsche Mittelalter-Metal-Band aus Wiesbaden.

## Geschichte
Die Band Schattentantz wurde 1999 in Wiesbaden von Max Schilling, Dominik Oelke und Frederik Ehmke gegründet. Von Anfang an war es bei der stilistischen Ausrichtung das Ziel, „musikalisch moderne mit mittelalterlichen Elementen zu verbinden“.
Nach einigen Konzerten, unter anderem als Vorband der Letzten Instanz, wurde im Frühjahr 2001 das erste Album Galgenfrist veröffentlicht, das zahlreiche positive Kritiken (unter anderem im Rock Hard Magazin) erhielt. 2002 wurde parallel zum ursprünglichen Konzept der Metal-Band ein rein akustisches Programm entwickelt, das seitdem auf Mittelaltermärkten, Live-Rollenspielen und ähnlichen Veranstaltungen präsentiert wurde. Die 2005 erschienene CD Narrenfrei enthält ausschließlich Stücke aus diesem Repertoire.
Es folgten weitere Auftritte unter anderem mit Schandmaul, Saltatio Mortis, Schelmish und Paddy Goes to Holyhead. Um den Konzerten noch mehr Ausdruck und abwechslungsreichere Wirkung zu verleihen, wurde schließlich das Auftreten in mittelalterlicher Gewandung zum festen Teil der Bühnen-Show gemacht.
Das Jahr 2005 brachte für die Band in Bezug auf die Besetzung zwei maßgebliche Entwicklungen: ein neuer Sänger ersetzte den bisherigen Frontmann und Frederik Ehmke wurde bei Deutschlands renommierter Metal-Band Blind Guardian als Schlagzeuger engagiert. 2006 wurde die Band daher um einen zusätzlichen Trommler erweitert, der Frederik am Schlagzeug vertritt, wenn dieser mit Blind Guardian unterwegs ist und ansonsten als Perkussionist ein separates kleines Schlagwerk bedient. Zu hören ist diese Besetzung auf der aktuellen Veröffentlichung Zeitenwanderer (2008), auf der sich die Musiker mit ihren Eigenkompositionen wieder als Mittelalter-Metal-Band präsentieren.
Im April 2009 gaben Schattentantz ein letztes Konzert, zuvor hatten sie bereits auf ihrer Webseite die Auflösung der Band bekannt gegeben.

## Musikstil
Neben den typischen Instrumenten der Musikstile Rock und Metal (E-Gitarre, Bass, Schlagzeug) werden mittelalterliche Instrumente wie Dudelsäcke, Schalmeien und Drehleier zum Einsatz gebracht. Dazu kommen auch noch Bouzouki, akustische Gitarren, Cello und Flöten.
Ein wesentlicher Bestandteil nahezu aller Songs sind die mehrstimmigen Chöre, die darüber hinaus auch in mehreren reinen A-Cappella-Stücken zu hören sind. Mit Ausnahme einiger Adaptionen traditioneller Texte und Melodien besteht das Songmaterial weitgehend aus Eigenkompositionen.

## Diskografie
- 2001: Galgenfrist
- 2006: Narrenfrei
- 2008: Zeitenwanderer (EP)